# Odra (Zagreb)
Odra is een plaats in de gemeente Zagreb in de Kroatische provincie Stad Zagreb. De plaats telt 1487 inwoners (2001).

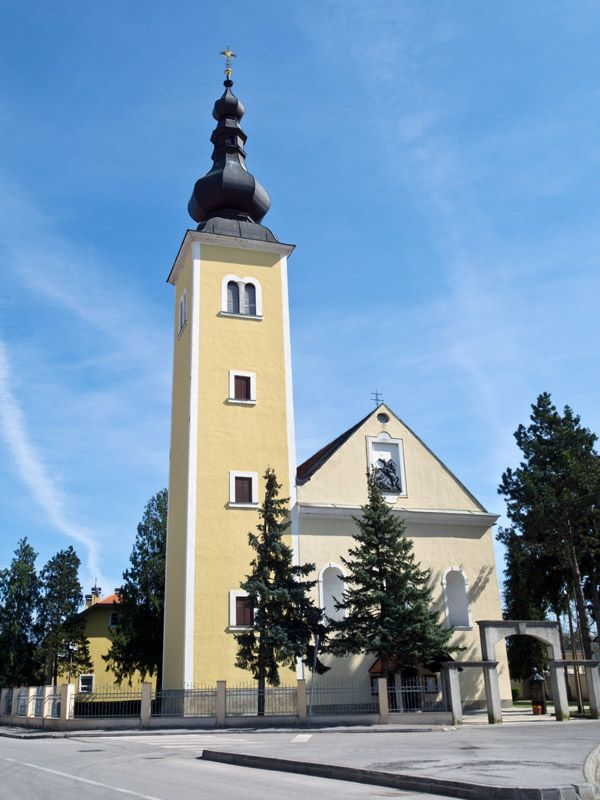
Kerk